# Sunnansjö kvarn

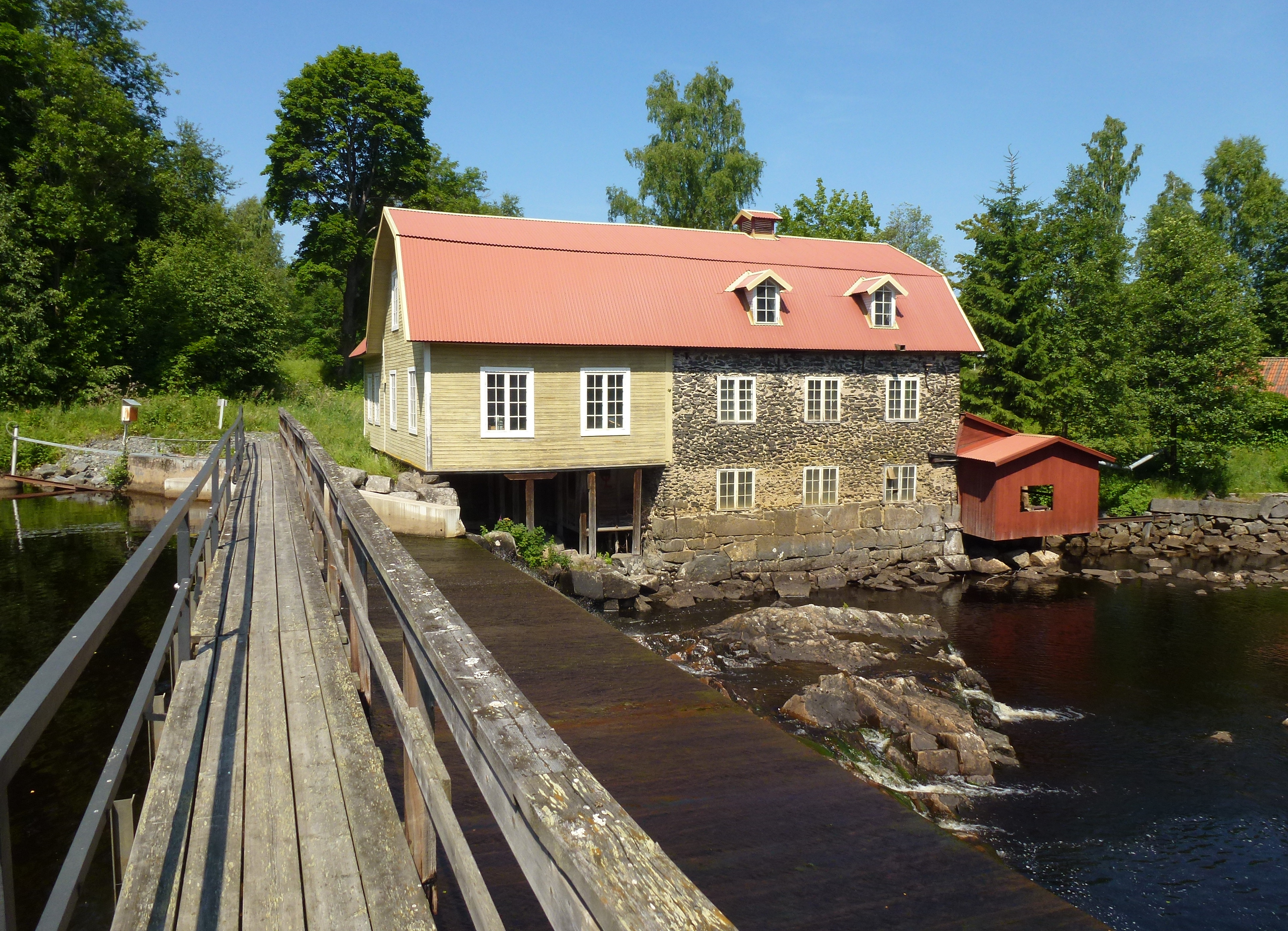
Sunnansjö gamla kvarn, juli 2013.

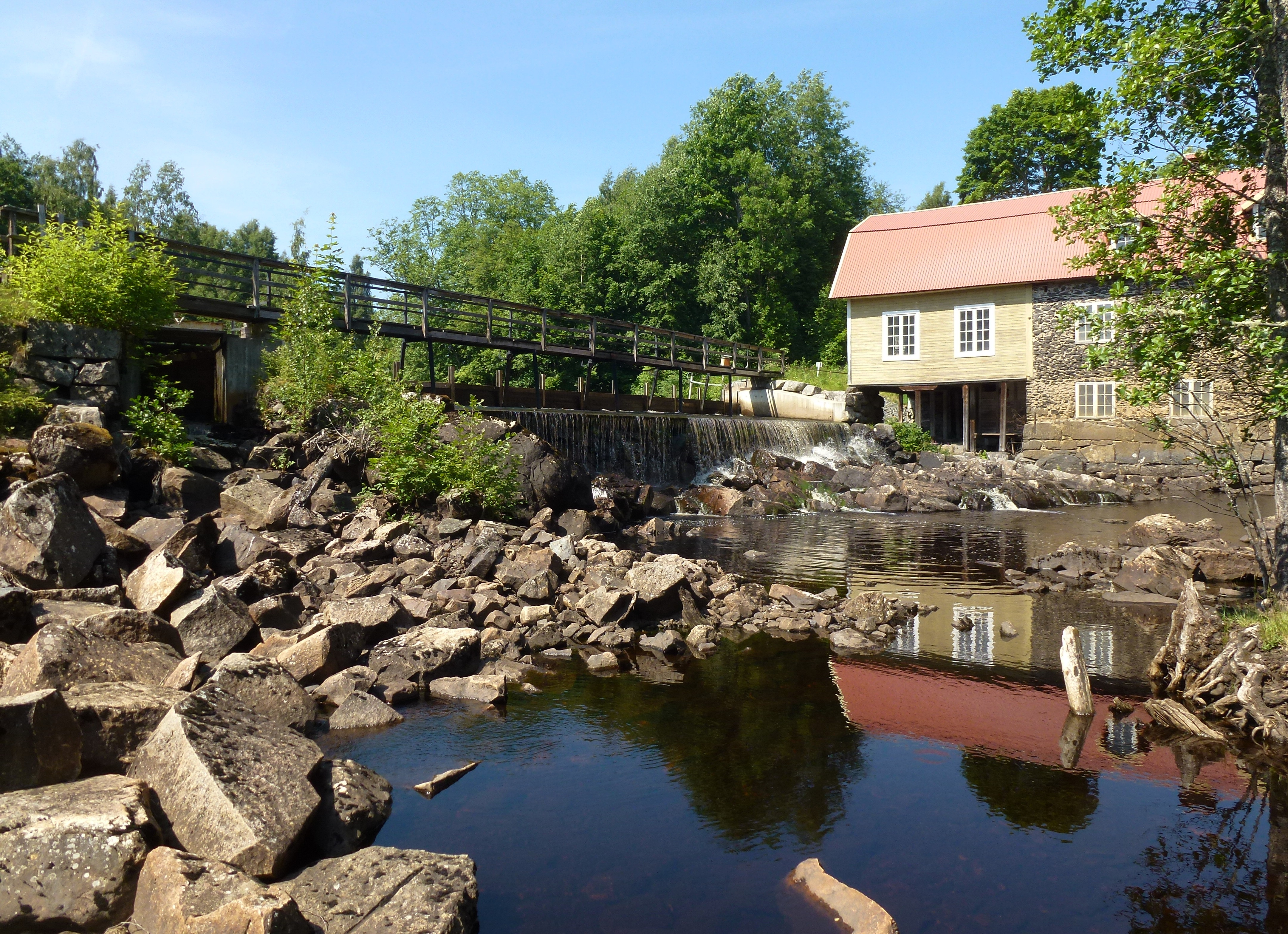
Kvarndammen och kvarnen 2013.

Sunnansjö kvarn var en hjulkvarn belägen i Sunnansjös gamla hyttområde, Ludvika kommun. Den första kvarnen anlades troligen år 1627  och verksamheten lades ner 1974 när den sista mjölnaren pensionerade sig.

## Historik
Forsen mellan sjöarna Nedre Boten och Väsman med en fallhöjd på cirka fyra meter var en bra plats att uppföra både hytta och kvarn. Sunnansjö hytta omnämns redan 1366 och räknas till en av Västerbergslagens äldsta. Även kvarnen är mycket gammal. Den grundades troligen år 1627. I en förteckning från 1663/64 anges fem vattenkvarnar i Sunnansjö. Dessa gav förmodligen namn åt Kvarngärdsområdet som omfattar idag samhällets centrala delar.
Efter en brand 1837 uppfördes ”Sunnansjö Skattebelagda Tullmjölskvarn”. Ägarna var brukspatron Olof Olausson från Grangärde kyrkby och hans bror Johan Olausson i Broby. Nuvarande kvarnhus byggdes år 1854, det var då något lägre än idag. Byggnadens fasader murades av slaggflis som kom från den intilliggande hyttan. För att höja effektiviteten ersattes samtidigt vattenhjulen med vattenturbiner och nya kvarnstenar införskaffades. Under åren 1882 till 1911 var kvarnen delvis ägd av bergsmän.
År 1911 köptes kvarnen av mjölnaren Arvid Israelsson, som lät höja övervåningen och upprusta kvarnen. Han lät även installera en generator som försörjde kvarnen, mjölnarbostaden och Sunnansjö Handel med elektrisk ström. Efter 1917 nyttjades vattenkraften vid kvarndammen även av Sunnansjö kraftstation. År 1918 utbyttes kvarnstenarna och 1937 elektrifierades hela anläggningen. 1974 ansågs kvarnen vara omodern och otidsenlig. Verksamheten lades ner i och med att den siste mjölnaren gick i pension. Idag finns en snickeriverkstad i byggnaden.

## Historiska bilder

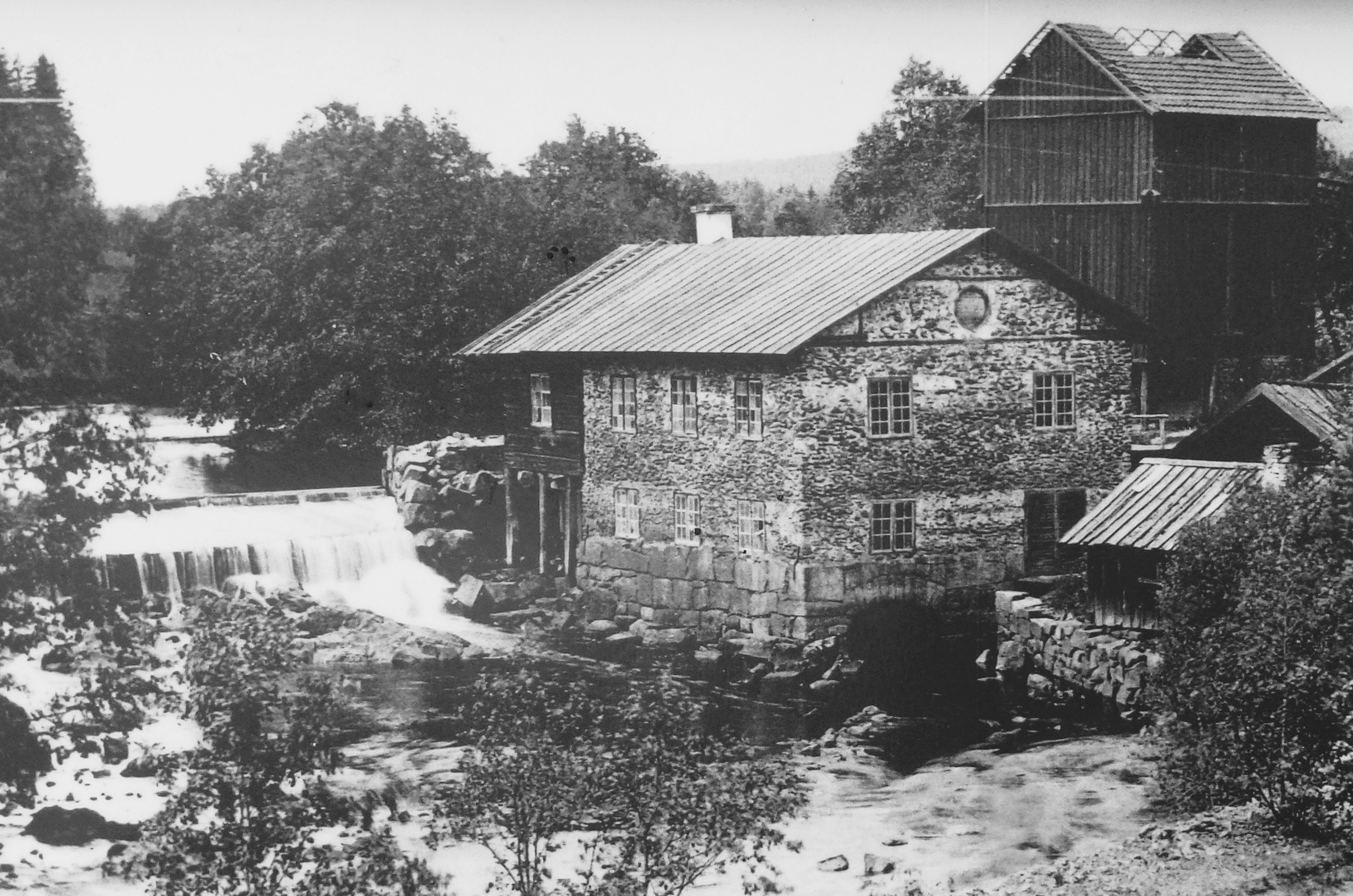
Sunnansjö kvarn före 1911
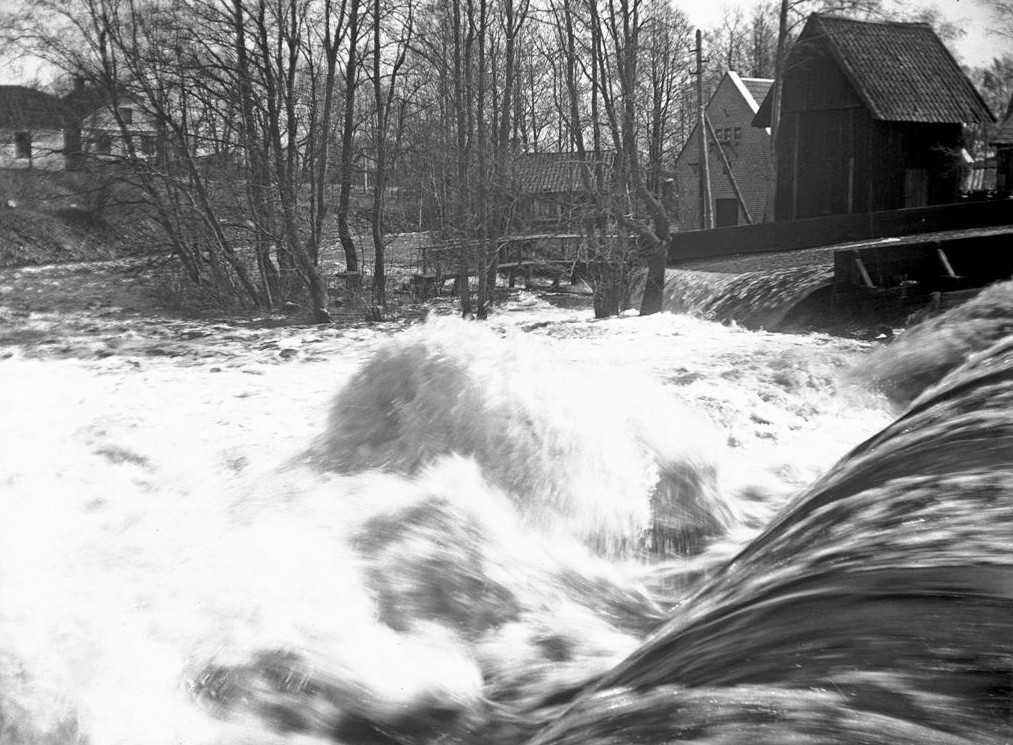
Forsen på 1920-talet
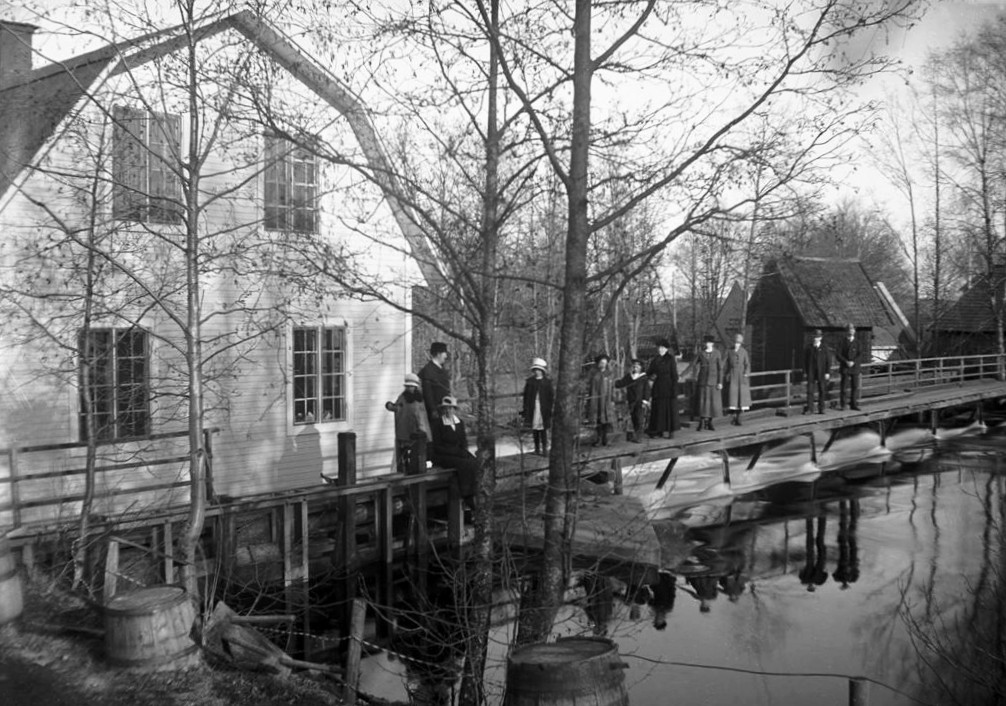
Kvarnen på 1920-talet
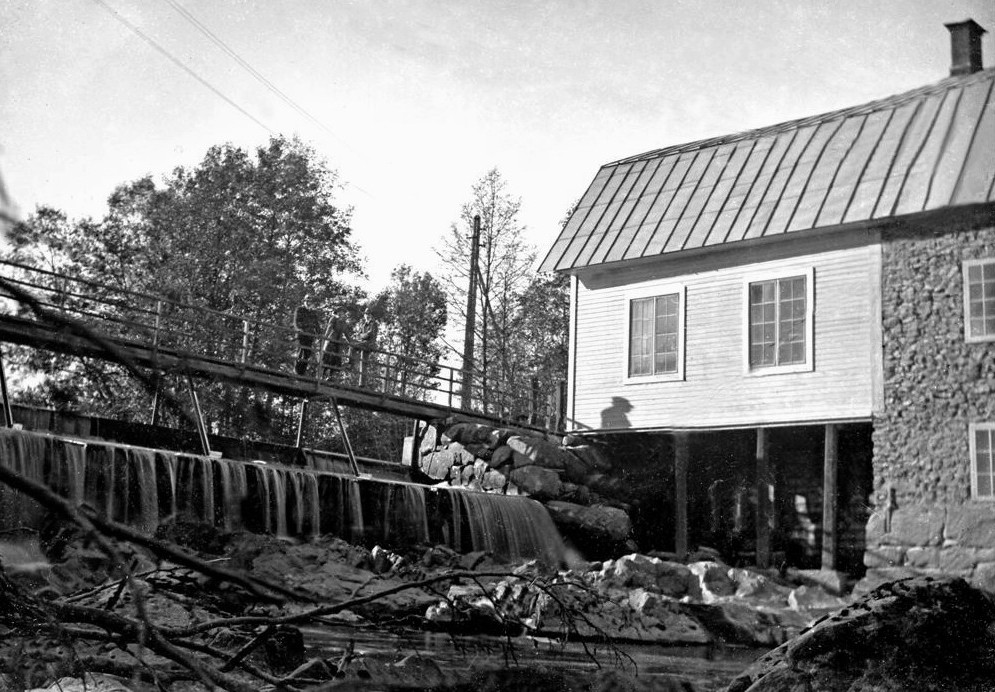
Kvarnen på 1930-talet